# Aiglé
Aiglé (latinsky Aegle) je v řecké mytologii jméno několika ženských postav.

## Aiglé – Najáda
Mezi Najádami je Aiglé tou nejkrásnější, však si ji také za milenku vybral sám bůh slunce Hélios. Z tohoto vztahu se zrodily Charitky, krásné bohyně krásy a umění.
Existuje však ještě jiná verze, v ní otcem Charitek byl nejvyšší bůh Zeus a jejich matkou byla bohyně Eurynomé.

## Aiglé – Hesperidka
Tato Aiglé je jednou ze čtyř strážkyň vzácných zlatých jablek v zahradě Hesperidek na západě země. Tam
pro ně přišel hrdina Héraklés, když plnil jedenáctý úkol, uložený mu králem Eurystheem. Héraklés musel
zastřelit šípem hrozného hlídače zahrady, stohlavého draka Ládóna, poté podržel nebeskou klenbu a za to mu obr Atlás utrhl tři zlatá jablka.
Hesperidky jsou tři nebo čtyři, uvádělo se jich i sedm. Tři z nich se jmenují Erychtheia, Hesperethúsa a Arethúsa.